# Eupogonius haitiensis
Eupogonius haitiensis es una especie de escarabajo longicornio del género Eupogonius, tribu Desmiphorini, subfamilia Lamiinae. Fue descrita científicamente por Fisher en 1935.

## Descripción
Mide 7,5 milímetros de longitud.

## Distribución
Se distribuye por Haití.